# Casimir (personnage)
Pour les articles homonymes, voir Casimir.
Casimir est un personnage de fiction français créé par Yves Brunier et Christophe Izard dans les années 1970.
Le personnage (interprété par Yves Brunier) apparaît pour la première fois le 16 septembre 1974 sur la troisième chaîne couleur de l'ORTF (C3) dans l'émission télévisée pour enfants L'Île aux enfants, puis sur TF1 jusqu'au 30 juin 1982.

## Historique
En 1973, l'ORTF souhaite adapter la série télévisée éducative Sesame Street, qui alterne des scènes avec marionnettes en mousse sculptée et des scènes avec personnages réels.
Le producteur Christophe Izard, qui a découvert la télévision pour enfants en travaillant à New York, fait appel au marionnettiste Yves Brunier pour créer une marionnette géante. Ce dernier propose plusieurs animaux et c'est finalement Plocus, un dinosaure vert, qui est choisi pour le pilote de l'émission L'Île aux enfants.
Le personnage est finalement rebaptisé Casimir (prénom choisi par hasard sur le calendrier par Christophe Izard) et relooké en orange pour éviter d'être confondu avec le décor végétal vert.
L'Île aux enfants est diffusée durant quelques mois à partir du 16 septembre 1974 sur FR3 avant d'être diffusée pendant sept saisons sur TF1 jusqu'au 30 juin 1982. La musique du générique, composé par Roger Pouly avec des paroles de Christophe Izard, est interprété par Anne Germain sur une séquence animée par Anne Hofer.
Pendant l'émission, Casimir est aussi le héros de courtes séquences intercalaires en dessin animé, toujours par Anne Hofer.
Le personnage a aussi fait plusieurs apparitions régulières dans le Journal de Casimir ainsi que dans des livres anciens chez trois éditeurs différents, puis enfin dans des livres récents à but avant tout informatif et à titre d'« hommage ».
En 1999, ses nouvelles apparitions télévisées trois fois par jour sur Canal J répondent aux attentes du public, de même qu'actuellement ses interventions ponctuelles sur les plateaux télévisés. C'est alors Régis Fassier qui l'anime.
En 2009, le personnage présente, avec Christophe Renaud, une quarantaine de numéros de Melody 80 sur Melody. La même année, il apparaît dans le clip de la chanson C'est dit de Calogero.
En juillet 2015, est annoncée une adaptation au cinéma du personnage, par les producteurs de Babysitting.

## Personnage

### Présentation
Casimir est un dinosaure orange, à pois jaunes et rouges, de la famille des Casimirus. Il est souvent accompagné d'Hippolyte, son cousin le dinosaure vert, et de ses amis François, Julie, Léonard le renard, Monsieur Du Snob (aristocratiquement prénommé Fulbert Anselme), Émile Campagne le facteur, la botaniste Edmée Futaie et l'agent artistique cupide Albert Traveling.
Casimir a su toucher toutes les tranches d'âge, bien que son inventeur l'ait destiné principalement aux enfants. En effet, son charme et sa gentillesse en ont fait un « ami idéal » pour tous. Même les animaux apprécient Casimir, qui connaît par ailleurs le langage de ces derniers.

### Espèce
Le Casimirus est une espèce imaginaire de dinosaures bipèdes, créée par Christophe Izard et Yves Brunier, les créateurs de Casimir.
Un Casimirus possède quatre doigts à chaque main et trois à chaque pied et se nourrit exclusivement de gloubi-boulga. On trouve des Casimirus de couleurs variables (Casimir est orange, son cousin Hippolyte est vert), et son autre cousin Albéric, apparu une seule fois, est vert et a des oreilles et une légère fourrure.

### Habitat
Casimir habite dans une maison qu'il s'est construite au départ en voulant protéger avec des clôtures des plants d'arbres qu'il aurait plantés. Une fois l'arbre devenu grand, Casimir a trouvé le logis très agréable à son goût.

### Signes particuliers
- Type : Reptile humanoïde bipède.
- Peau : jaune orangée à pois jaunes et rouges ; possède une crête rouge.
- Caractère : drôle, généreux, gourmand, naïf.
- Alimentation : le gloubi-boulga exclusivement.

## Publications
Les livres étaient généralement signés de Christophe Izard, avec une variété d'illustrateurs différents, dont Anne Hofer, Anny Le Pollotec, Nadine Forster, etc.
- Aux éditions GP - Jean Chapelle Editeur
  - Le concours de Casimir
  - Les échanges de Casimir
  - Casimir et la leçon de cuisine
  - Casimir veut maigrir
  - Casimir et l'ours en peluche
  - Casimir et l'ambassadeur
  - Casimir horloger
  - Le rhume de Casimir
  - Casimir et le papillon
  - Le bol d'air de Casimir
  - Casimir tient la barre
  - Casimir remonte le temps
  - Casimir cherche Mr Du Snob
  - Casimir fait des courses
  - La balançoire de Casimir
  - Casimir choisit un sport
  - Les goûts de Casimir
  - Casimir brocanteur
  - Casimir le petit hmong
- Aux éditions MENGES - Jean Chapelle Éditeur
  - Toba et les autres, La maison idéale
  - Casimir et la grotte mystérieuse
  - Casimir et le casimirus blanc
- Aux éditions HEMMA, Collection « Casimir au pays des contes »
  - Casimir et le petit chaperon rouge
  - Casimir et la reine des neiges
  - Casimir et la maison de pain d'épice
  - Casimir et Cendrillon
- Aux éditions HEMMA, Collection « Les aventures de Casimir »
  - La ferme de Casimir
  - Casimir moniteur de sport
  - Casimir en tournée
  - Le restaurant de Casimir
- Livres-disques
  - Casimir joue et gagne
  - Casimir et la fête brésilienne
  - La lettre de Casimir
  - Un déjeuner chez Casimir
- Livres thématiques sur Casimir et l'Île aux Enfants
  - De Nounours à Casimir, du petit écran au coffre à jouets
  - Une année de Casimir
  - Le guide du téléfan - Hors Série
  - Génération Séries n° 7
  - La Noiraude

## Discographie
- L'Île Aux Enfants - Quatre aventures de Casimir (1977)[3], 33 tours.
- L'Île Aux Enfants (Remix 93) (1993)[4], Single.
- L'Île Aux Enfants (2024) - Thierry Gali & Casimir, Single.

## Engagement associatif
Casimir est le parrain de l'association fédérative La Voix de l'Enfant (dont l'actrice Carole Bouquet est la porte-parole) et de l'association grenobloise Capokaze depuis sa rencontre avec Alexandre Pilon[réf. nécessaire].